# 蝗總科
蝗总科（学名：Acridoidea），是昆虫纲直翅目锥尾亚目的一个总科。

## 形态特征
成虫身体为圆柱形，多数略侧扁，少数近扁平，体长最小的约8毫米，而大者可超过80毫米。头为卵圆形或圆锥形，颜面侧观近垂直或向后倾斜，多数为下口式，少数为后口式；头顶中央具细纵沟或缺如，头顶侧缘常具明显的头侧窝，有时头侧窝不明显或缺如。复眼1对，明显而突出，单眼3个。触角较短，但甚长于前足股节，呈丝状、槌状或剑状。前胸背板发达，较短，仅覆盖住胸部背面和侧面，在其背面常具中隆线和侧隆线，并具横沟割断中隆线和侧隆线，有时仅见后横沟。前、翅翅一般均发达，前翅略长于后翅、少数种类前、后翅均缩短或完全缺翅。足3对，后足较发达，较长于前两对足；跗节3节，跗节端部具爪1对，爪间具中垫。腹部第1节背板两侧各具鼓膜器，少数种类的鼓膜器退化或缺如。雄性腹端由腹部第九节腹板延伸形成短锥形的下生殖板，封包着阳具复合体。尾须1对，不分节。雌性腹端具有明显的上、下两对产卵瓣，产卵瓣较短，上产卵瓣的端部常呈钩状。下生殖板较长，一般长于宽。

## 分类
根据世界直翅目物种档案在线系统（Orthoptera species file），蝗总科分为以下11科：
- 剑角蝗科 Acrididae MacLeay, 1821
- 瘤蝗科 Dericorythidae Jacobson & Bianchi, 1905
- 沙蝗科 Lathiceridae Dirsh, 1954
- 小蝻蝗科 Lentulidae Dirsh, 1956
- Lithidiidae Dirsh, 1961
- 针癞蝗科 Ommexechidae Bolívar, 1884
- 癞蝗科 Pamphagidae Burmeister, 1840
- 双脊蝗科 Pamphagodidae Bolívar, 1884
- 尖蝗科 Pyrgacrididae Kevan, 1974
- 花癞蝗科 Romaleidae Pictet & Saussure, 1887
- 无翅蝗科 Tristiridae Rehn, 1906